# 明宝レディース

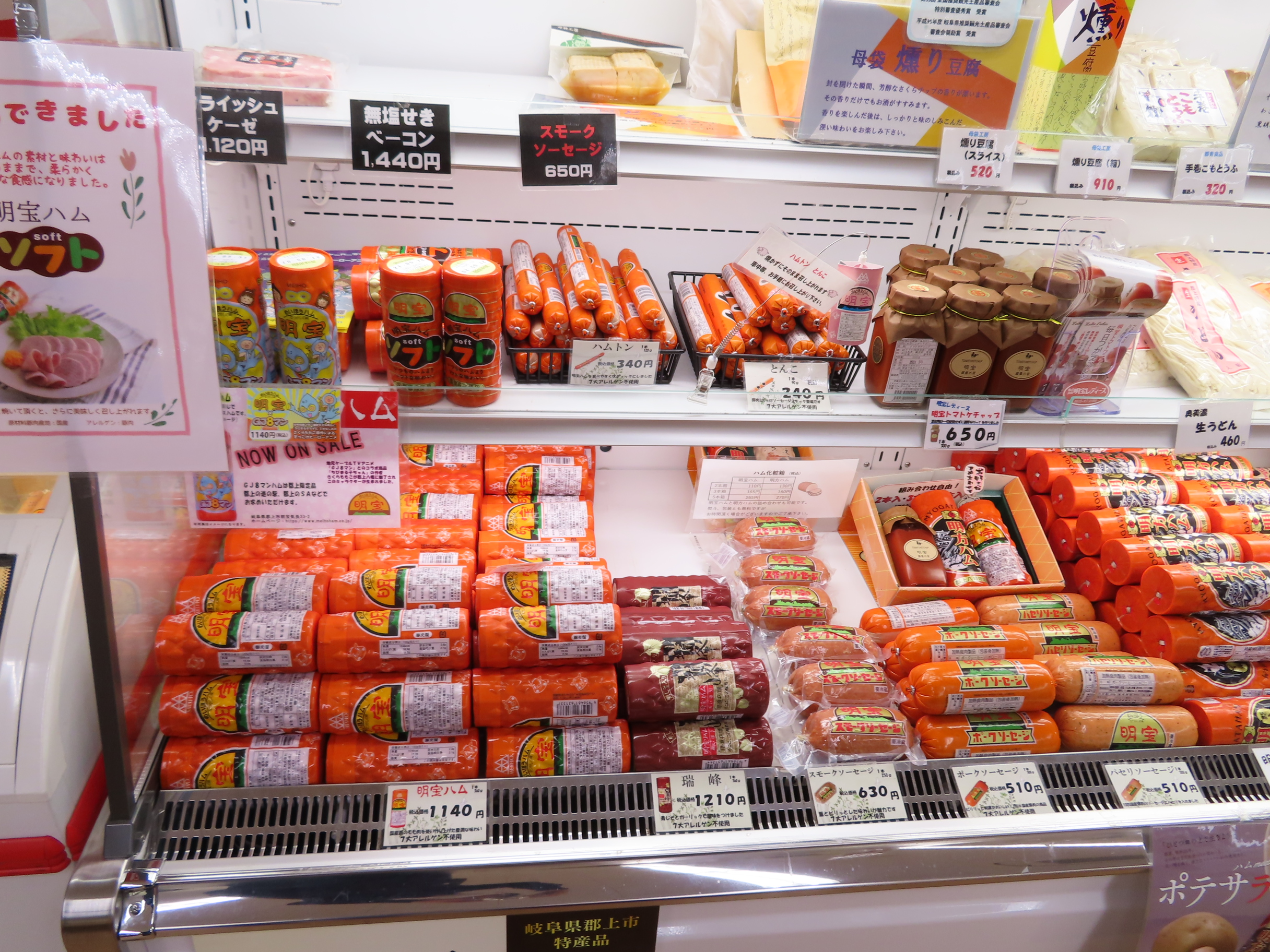
道の駅清流の里しろとりで販売されている明宝レディースの商品。

株式会社明宝レディース（めいほうレディース）は、岐阜県郡上市明宝寒水に所在する第三セクター会社であり、食品加工及び農産物販売の会社である。

## 概要
明宝トマトケチャップをはじめ、地元の食材を使った加工品を作り販売している。社名を名付けたのは、設立当時岐阜県知事だった梶原拓。
第一次産業の掘り起こしを最大の目的とし、この会社の製品は全て明宝の農産物を使用したものである。社長をはじめ社員は全員女性である。

## 沿革
- 1961年（昭和36年） - 食生活、生活環境の改善及び親睦団体として、明方村の農業婦人として会社の前身の一つである芝生グループを結成。芝生とは、「芝生のように踏まれてもまた立ち直る」ことを意味するという。[3]
- 1975年（昭和50年） - 前身の一つである仲良しグループが結成される[4]。仲良しとは、「何時でも仲良く」を意味するという。[5]
- 1985年（昭和60年） - 前身の一つである若草グループが結成される。[6]
- 1986年（昭和61年） - 芝生グループ、仲良しグループ、若草グループを統合、明方村農業婦人クラブが結成[6]。郷土食「おからもち」の製造法を統一。[7]
- 1989年（平成元年） - 寒水地内に農産物加工所を建設。漬け物、ソース類、惣菜、こんにゃく製造販売の許可取得及びトマトケチャップの製造及び販売を開始[8]。
- 1991年（平成3年） - 餅加工設備一式導入、加工所に貯蔵室増設。めいほうスキー場の屋外テナントにて農業婦人の店(後年、ぜんざい屋に改称)を開業。[9]
- 1992年（平成4年） - 7月17日、明宝村農業婦人クラブを母体に、第三セクターとして明宝レディースを設立、同日に設立式典を挙行。農業振興と地域活性化を目指して活動開始[2]。
- 1997年（平成9年） - 農産物加工所を現在の場所(建物は「明宝村農産物加工場」と称された)に移転。
- 2003年（平成15年） - 12月24日、道の駅磨墨の里公園内に「和食ところ おかみさん」を開業。
- 2022年（令和4年） - 3月、めいほうスキー場の屋外テナントぜんざい屋の営業を終了。
- 2025年（令和7年） - 5月31日、「和食ところ おかみさん」を閉業。

## 商品
- トマト関連の商品
  - 明宝トマトケチャップ
  - ケチャドレ
  - めいほうとまとジャム
  - 明宝トマトケチャップふりかけ
  - 明宝トマトソース - バリエーションとして、ちょっと辛(中辛)とめっちゃ辛(辛口)がある。

### 明宝トマトケチャップ
郡上市明宝で生産されるトマト（品種は、桃太郎）を使用して約6時間煮込んで作られる、完全手作りのトマトケチャップである。合成食品添加物や防腐剤は一切使用していない。またヘタ取りから、煮込み、瓶詰めなど全て手作業で行われている。
自然食品の調理材という事と味の良さから評判が広まり、1997年に読売テレビ日本テレビ系の料理番組「どっちの料理ショー」で取り上げられるなどTVや雑誌で盛んに取り上げられ、全国的に知れ渡った。楽天市場等のインターネットショッピングでも常に上位にランクされている。完全手作りのため生産数に限界がある。
販売開始時の名称は「明宝村トマトケチャップ」で、2004年（平成16年）の市町村合併により郡上市明宝となったことに伴い改称された。(農産物加工場も、「明宝農産物加工場」と改められた。)贈答用の瓶の規格の他にスティックタイプやスタンドパックタイプの規格のバリエーションもある。
1988年頃に、大量の出荷できない規格外の過熟トマトを活用するために、講習を経てケチャップとジュースを自家用に作ったことが製造開始に至るきっかけである。

### かつて存在した商品
- 南蛮煮 - 農業婦人クラブ時代から存在したもの[9]で、葉とうがらしを辛口に仕立た商品。2023年に販売終了。
- ふきのとう - 農業婦人クラブ時代から存在したもの[9]で、2023年に販売終了。
- 山ふき(きゃらぶき) - 農業婦人クラブ時代から存在したもの[9]で、2023年に販売終了。
- 梅干し - 農業婦人クラブ時代から存在したもの[9]で、2022年に販売終了。
- 赤かぶら漬け - 農業婦人クラブ時代から存在したもの[9]で、2022年に販売終了。
- 明宝高原セット - 農業婦人クラブ時代から存在したもので、あらゆる製造商品を詰め合わせたもの[9]。
- 麹南蛮 - 明宝で生産される米を使った麹に、南蛮と合わせたもの。
- おかみさん豆腐 - 会社設立時の建物である農産物加工所で製造していたもので、2010年代前半に販売終了。
- 摘果メロンの酒粕漬け - 農業婦人クラブ時代に存在したもの[9]で、1988年に商品化へ取り組んで[7]「みょうがたメロン漬け」と称して販売していた[8]。
- たけのこ塩漬 - 農業婦人クラブ時代に存在したもの[9]。
- らっきょう漬 - 農業婦人クラブ時代に存在したもの[9]。
- わさび漬 - 農業婦人クラブ時代に存在したもの[9]。
- おからもち - 煎って磨ったエゴマをご飯に炊き込んで予めニンジンやゴボウなどと一緒に炒めて、味付けをした豆腐のおからと混ぜ合わせて握って焼きおにぎりにした郷土食で、初期の特産品だった[7]。
- 朴葉寿司 - 農業婦人クラブ時代に存在したもの[9]、「おかみさん」にて期間限定で取り扱われることがある。
- きゅうり漬 - 農業婦人クラブ時代に存在したもの[9]。
- こんにゃく - 農業婦人クラブ時代に存在したもの[9]。
- みょうが漬 - 農業婦人クラブ時代に存在したもの[9]。
- 菊芋漬 - 農業婦人クラブ時代に存在したもの[9]。
- りんごジャム・シロップ - 農業婦人クラブ時代に存在したもの[9]。